# Carl Zimmerer
Carl Gerhard Zimmerer (* 4. Dezember 1926 in Bad Berneck; † 23. April 2001) war ein deutscher Unternehmensmakler und Unternehmensberater.

## Leben
Mit 17 Jahren wurde Zimmerer 1944 zum Kriegsdienst eingezogen, kam 1945 in amerikanische und französische Kriegsgefangenschaft. 1947 holte er in Kulmbach sein Abitur nach und studierte Staatswissenschaften in Erlangen, Frankfurt am Main und Genf. Er wurde Diplom-Volkswirt und promovierte 1953 bei Wilhelm Röpke zum Doktor ès sciences politiques (ès sc. pol.) in Genf. Nach seinem Studium arbeitete Zimmerer zunächst als Hochschulassistent an den Universitäten in Mannheim und Köln, bevor er 1955 in Düsseldorf für die Commerzbank tätig wurde. Von 1956 bis 1958 war er Direktor der Hauptniederlassung Düsseldorf.
Zimmerer gründete 1958 zusammen mit Gerhard Kienbaum, Willy Rasche und Walter Scheel die InterFinanz. Als geschäftsführender Gesellschafter führte er dieses Unternehmen zu einem der bedeutendsten in der Merger & Acquisition-Branche im deutschsprachigen Raum. Darüber hinaus war er Aufsichtsratsmitglied bei der Agrippina Rückversicherungs AG und langjähriges Vorstandsmitglied der Schmalenbach-Gesellschaft.
1988 verlieh ihm die Landesregierung NRW den Titel Professor.
1997 verlieh ihm die private Wirtschaftshochschule WHU in Vallendar den Titel Dr. rer. pol. h. c.
Carl Zimmerer veröffentlichte 15 Bücher und über 200 Fachartikel.
Politisch verortete sich Zimmerer, ehemals „Vordenker“ der FDP, zuletzt im rechtskonservativen Spektrum. Seit Anfang der 1980er Jahre war er neben Günther Kissel und Karl-Heinz Kausch einer der Organisatoren der Düsseldorfer Herrenrunde, die monatliche Referatsabende mit Nationalkonservativen und Rechtsextremen veranstaltete. Zimmerer publizierte u. a. in Criticón, Nation und Europa, der Preußischen Allgemeinen Zeitung und der Jungen Freiheit.
Zimmerer war Mitglied des Corps Altsachsen im WSC.
Er ist der Vater des heutigen Vorstandsmitglieds der Allianz SE, Maximilian Zimmerer. Sein Sohn Xaver Zimmerer ist geschäftsführender Gesellschafter von der InterFinanz. Seine ältere Tochter Sabine Zimmerer ist Diplom Designerin und Illustratorin, die jüngere Tochter Carola Kryschi ist Professorin für physikalische Chemie an der Universität Erlangen. Sein Sohn Rudolf Zimmerer ist Herausgeber und Autor fernöstlicher Meditationslehren.

## Werke
- Zwischenbilanz der Liberalisierung, mit einem Vorwort von Bundeswirtschaftsminister Prof: Dr. Erhard, Fritz Knapp Verlag, Frankfurt 1953.
- Kommt die 40-Stunden-Woche?. Fritz Knapp Verlag, Frankfurt 1955.
- Kompendium der Betriebswirtschaftslehre, 1., 2., 3. Auflage, Müller-Albrechts Verlag, Düsseldorf, 1955–58, 4. Auflage, Fritz Knapp Verlag, Frankfurt 1971, auch in Farsi, Elite Press, Kabul 1970.
- Wie liest man Industriebilanzen?. Müller-Albrechts Verlag, Düsseldorf 1956, später unter dem Titel: Industriebilanzen lesen und beurteilen, Verlag Moderne Industrie, München, 1. – 6. Auflage 1967–1978, 7. Auflage 1991.
- Bankkostenrechnung. Fritz Knapp Verlag, Frankfurt 1956.
- Bankbetriebslehre. Sozialwissenschaftlicher Verlag, Essen 1956.
- Kompendium der Wirtschafts- und Sozialpolitik. Müller-Albrechts Verlag, Düsseldorf 1959.
- Kompendium der Volkswirtschaftslehre. Müller-Albrechts Verlag, Düsseldorf 1960.
- Auf der Suche nach der Bilanzwahrheit. Betriebswirtschaftlicher Verlag Dr. Th. Gabler, Wiesbaden 1963, später im gleichen Verlag unter dem Titel: Bilanzwahrheit, Wunsch und Wirklichkeit, 1. und 2. Auflage 1970, 1972, später unter dem Titel: Die Bilanzwahrheit und die Bilanzlüge, 1. und 2. Auflage 1980, 1981.
- Hammer sein – nicht Amboss. Dr. Seewald Verlag, Stuttgart und Herborn, 1. und 2. Auflage 1985, 3. Auflage 1986.
- zusammen mit Herbert Schönle: Kurzkommentar  zum Kreditwesengesetz. Betriebswirtschaftlicher Verlag Dr. Th. Gabler, Wiesbaden 1962.
- Handbuches der Vermögensanlage. Hrsg. Fritz Knapp Verlag, Frankfurt, 1.–4. Auflage 1966 – 1969 (auch in Einzelhefen).
- zusammen mit Arno Sölter: Handbuch der Unternehmenszusammenschlüsse (Hrsg.), Verlag Moderne Industrie, München, 1972.
- Wir Wirtschaftswunderkinder sind älter geworden. Verlag Busse + Seewald, Herford 1987.
- Anmerkungen eines liberal Gebliebenen. Verlag Busse + Seewald, Herford 1990. ISBN 3-512-00972-7.